# ويلي فان نيستي
ويلي فان نيستي (بالفرنسية: Willy Van Neste)‏ ولد بتاريخ 10 مارس 1944، هو دراج بلجيكي سابق في صنف سباق الدراجات على الطريق.

## سجل النتائج

### سباقات أو مراحل فاز بها
- طواف فرنسا

## وصلات خارجية
- الموقع الرسمي

## روابط خارجية
- ويلي فان نيستي على موقع أرشيف الدراجات (الإنجليزية)
- ويلي فان نيستي على موقع إحصائيات الدراجات الإحترافية (الإنجليزية)
- ويلي فان نيستي على موقع CycleBase (الإنجليزية)